# Río Laja (Biobío)
El río Laja es un curso natural de agua que fluye en la Región del Biobío, Chile, que nace en la Laguna de La Laja, en la comuna de Antuco, y desemboca al río Biobío, en la comuna de Laja. Es conocido por el salto del Laja. 

## Trayecto
El río Laja es tiene su origen en el lago homónimo, el mayor de la zona, situado a una cota de 1.360 m s. n. m. formado por una barrera natural que represó las aguas del río. La hoya hidrográfica del lago es de 1000 km² y almacena un volumen vecino a 8.000 millones de m³ con un eje mayor es de 32,5 km de orientación N-S y su ancho variable de entre 9 y 1,5 km con un área de 132 km².: 2 
Una vez llegado al Valle Central de Chile, recorre, en un lecho amplio y arenoso, una llanura formada por grandes arenales depositados durante sus crecidas. Con dirección general al poniente, su curso medio presenta un tramo paralelo al río Itata, la gran cuenca al norte de la del Biobío, distanciado por no más de 4 km. Al este de la Carretera Panamericana, se ve desde esta última, el Salto del Laja con una caída vertical sobre 20 m. 
El Laja tiene una longitud de 140 km y drena una hoya de 4.040 km². Su principal afluente cordillerano es el río Polcura, que nace al norte de la laguna de La Laja y drena con un recorrido de 60 km la llamada cordillera Polcura. Más abajo, recibe el río Rucue que vienen desde el sur y antes de la confluencia con el Bío Bío, el río Claro de Yumbel desde el norte.: 2 
El Laja es el afluente septentrional más importante del Bío Bío. Ambos se reúnen en las proximidades de San Rosendo y del pueblo industrial de La Laja, a oriente de la cordillera costera.

## Caudal y régimen
La estación fluviométrica de Laja en Tucapel está ubicada 48 km aguas arriba del Salto del Laja, a 285 m s. n. m. y drena un área de 2680 km². El régimen del cauce se muestra afectado por la regulación natural y operación de la Laguna Laja, que se efectúa con el objetivo de optimizar el funcionamiento de las centrales El Toro, Antuco y Abanico.: 80  La estación Puente Perales está a 32 km aguas abajo del Salto del Laja, a 65 m s. n. m. y aguas abajo de la junta con el único afluente que recibe el Laja en su tramo medio, el Caliboro. Drena una superficie de 3425 km².: 82 
El informe de la Dirección General de Aguas reporta para ambas estaciones fluviométricas del Laja: "Los grandes caudales que se manifiestan en los meses de septiembre a diciembre son consecuencia de que una parte importante del área aportante de la subcuenca se ubica en plena Cordillera de los Andes, aportando así esta con sus deshielos. La característica pluvial de la cuenca se manifiesta en los importantes caudales registrados en invierno, principalmente debido a las precipitaciones orográficas producidas por la cordillera. Tanto para años secos como húmedos, los caudales producidos en los meses de invierno por precipitaciones son mayores que los producidos en periodo de deshielos, por lo que la cuenca queda claramente definida como de régimen nivo pluvial. Existe una gran intervención en la forma de extracciones para regadío.": 80 

Curvas de variación estacional
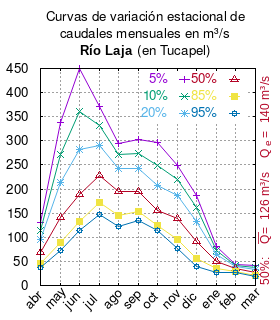
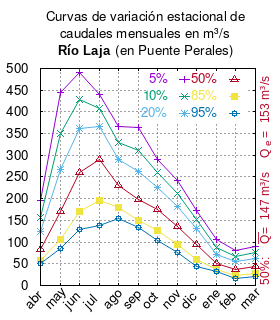

El caudal del río (en un lugar fijo) varía en el tiempo, por lo que existen varias formas de representarlo. Una de ellas son las curvas de variación estacional que, tras largos periodos de mediciones, predicen estadísticamente el caudal mínimo que lleva el río con una probabilidad dada, llamada probabilidad de excedencia. La curva de color rojo ocre (con {\displaystyle {\color {Red}\vartriangle }}) muestra los caudales mensuales con probabilidad de excedencia de un 50%. Esto quiere decir que ese mes se han medido igual cantidad de caudales mayores que caudales menores a esa cantidad. Eso es la mediana (estadística), que se denota Qe, de la serie de caudales de ese mes. La media (estadística) es el promedio matemático de los caudales de ese mes y se denota {\displaystyle {\overline {Q}}}. 
Una vez calculados para cada mes, ambos valores son calculados para todo el año y pueden ser leídos en la columna vertical al lado derecho del diagrama. El significado de la probabilidad de excedencia del 5% es que, estadísticamente, el caudal es mayor solo una vez cada 20 años, el de 10% una vez cada 10 años, el de 20% una vez cada 5 años, el de 85% quince veces cada 16 años y la de 95% diecisiete veces cada 18 años. Dicho de otra forma, el 5% es el caudal de años extremadamente lluviosos, el 95% es el caudal de años extremadamente secos. De la estación de las crecidas puede deducirse si el caudal depende de las lluvias (mayo-julio) o del derretimiento de las nieves (septiembre-enero).

## Historia
La crónica de Vivar en el siglo XVI le refiere como "río de Niehuequeten" o "Nihuequetén": [cita requerida]
...Caminamos con esta orden hasta treinta leguas adelante del río de Itata que arriba dijimos, y apartados de la costa de la mar catorce leguas, donde se halló muy gran poblazón y tierra muy alegre y apacible. Y en este compás de leguas que habemos dicho, hallamos un río muy ancho y caudaloso. Va muy llano y sesgo, y corre por unas vegas anchas, y por ser arenoso no va hondo, mayormente en verano que daba hasta los estribos de los caballos. Este río se llama Nihuequetén, que es cinco leguas antes de la mar. Entra en el gran río que se dice Bibio. A la pasada de este río Nihuequetén se desbarataron hasta dos mil indios y se tomaron tres caciques....
...Pasados los ocho días mandó el gobernador levantar. el campo y tornó a pasar el río de Niehuequeten, y caminó hasta donde se ajunta y entra en el río de Bibio. Y por las orillas bajó con toda la gente hasta junto a la mar. Y asentó su campo junto al río de Andalién y el de Bibio en un compás de llano que allí están. Hay del un río al otro media legua. Tenía el campo donde estaba sitiado de una parte una pequeña laguna de agua dulce, todo lo restante era llano.. Posteriormente se le ha denominado también como río Nivequetén. 
Francisco Solano Asta-Buruaga y Cienfuegos escribió en 1899 en su obra póstuma Diccionario geográfico de la República de Chile sobre el río:
Laja.-—Río copioso y notable que limita por el N. al departamento de su nombre. Nace del lago de Antuco; corre al O. al través de las últimas faldas occidentales de las Andes y del valle ó gran llano central, donde se ensancha y aplana su lecho, y va confluir con el Bío-Bío por los 37° 16' Lat. y 72º 42' Lon. cerca de la estación de San Rosendo al cabo de 120 kilómetros de curso. Sale del lago con grueso caudal, y sigue hacia abajo recibiendo por la izquierda ó ribera sur cortos afluentes, como el Truvunlevo, Rucuhue, Carivoro, &c., y por la derecha el riachuelo de la Polcura y Río Claro de Yumbel. Tiene vados y aún barcas junto á Antuco, Trumán, Tucapel, Pangal, Curanilahue, el Salto, Talpellanca, Perales, &c. Hasta este punto es navegable por botes desde su entrada en el Bío-Bío. Al atravesar dicho llano central y como á 30 kilómetros al N. de la ciudad de Ángeles da un gran salto, formando una catarata, que por la altura de su caída y la profundidad de los barrancos, no es menos curiosa é imponente que las celebradas de esta clase. Para defender el paso del río, existió en su orilla norte un fuerte levantado bajo el gobierno de Pereda, y en los llanos contiguos se verificó en 13 de diciembre de 1756 una gran reunión de araucanos para convenir en arreglos de paz. Es célebre también este río, porque en su ribera norte hacia su extremo inferior sucedieron los primeros encuentros del conquistador Valdivia con los indígenas en enero de 1550 y otros del Presidente Casanate en 1656 y 1657. A la entrada de los españoles se le llamaba río Nivequetén, nombre que también cambiaron por el de la Laja que se da á una piedra de láminas lisas.

## Población, economía y ecología
A la altura de la Ruta 5 Sur, se encuentra ubicado el Salto del Laja, que es un concurrido paseo y zona de veraneo, cercano a la ciudad de Los Ángeles. También es punto obligado de visita de los turistas.
Un trasvase de aguas desde el río Laja hasta el río Diguillín se encuentra en construcción en 2020. El sistema de riego Laja-Diguillín abastecerá con riego seguro 60.000 hectáreas en la Región de Ñuble.
Con sus aguas se genera energía eléctrica en la central hidroeléctrica Laja.